# Coupe de la Ligue 2014-2015
La Coupe de la Ligue 2014-2015 è stata la 21ª edizione della manifestazione organizzata dalla LFP. È iniziata il 12 agosto 2014 e si è conclusa l'11 aprile 2015 con la finale allo Stade de France di Saint-Denis.
Il PSG ha vinto il trofeo per la quinta volta nella sua storia.

## Regolamento
La manifestazione è costituita da sei turni, oltre la finale, tutti a eliminazione diretta.
Ai primi due turni preliminari prendono parte le 20 squadre iscritte al campionato di Ligue 2 (a eccezione dell'Evian, qualificato direttamente al turno successivo) più 3 formazioni provenienti dal Championnat National. Nel terzo turno entrano le 14 squadre di Ligue 1 non teste di serie.
Agli ottavi di finale avviene l'ingresso delle teste di serie, vale a dire le squadre francesi che partecipano alle coppe europee.

## Partecipanti
Di seguito l'elenco delle partecipanti.

### Ligue 1
- Bastia
- Bordeaux
- Caen
- Évian TG

- Guingamp
- Lens
- Lilla
- Lorient

- Metz
- Monaco
- Montpellier
- Nantes

- Nizza
- Olympique Lione
- Olympique Marsiglia
- Paris Saint-Germain

- Rennes
- Saint-Étienne
- Stade Reims
- Tolosa

Le squadre in grassetto sono automaticamente qualificate agli ottavi di finale.

### Ligue 2
- Ajaccio
- Angers
- Arles
- Auxerre

- Brest
- Niort
- Châteauroux
- Clermont Foot

- Créteil-Lusitanos
- Digione
- Gazélec Ajaccio
- Laval

- Le Havre
- Nancy
- Nîmes
- Orléans

- Sochaux
- Tours
- Troyes
- Valenciennes

Le squadre in grassetto sono qualificate al secondo turno per sorteggio.

### Championnat National
- CA Bastia

- Istres

## Calendario
| Fase        | Turno            | Partita unica       |                     |
| ----------- | ---------------- | ------------------- | ------------------- |
| Preliminari | Primo turno      | 12 agosto 2014      | 12 agosto 2014      |
| Preliminari | Secondo turno    | 26 agosto 2014      | 26 agosto 2014      |
| Preliminari | Terzo turno      | 28/29 ottobre 2014  | 28/29 ottobre 2014  |
| Fase Finale | Ottavi di finale | 16/17 dicembre 2014 | 16/17 dicembre 2014 |
| Fase Finale | Quarti di finale | 13/14 gennaio 2015  | 13/14 gennaio 2015  |
| Fase Finale | Semifinali       | 3/4 febbraio 2015   | 3/4 febbraio 2015   |
| Fase Finale | Finale           | 11 aprile 2015      | 11 aprile 2015      |

## Preliminari

### Primo turno
| Squadra 1      | Risultato         | Squadra 2         |
| -------------- | ----------------- | ----------------- |
| 12 agosto 2014 |                   |                   |
| Valenciennes   | 1 - 3             | Troyes            |
| Tours          | 2 - 2 (2 - 4 dtr) | Digione           |
| Laval          | 2 - 0             | Sochaux           |
| Nancy          | 2 - 1             | Le Havre          |
| Arles          | 3 - 2             | Niort             |
| Clermont Foot  | 1 - 0             | Istres            |
| Orléans        | 1 - 1 (3 - 4dtr)  | Auxerre           |
| Angers         | 2 - 1             | Nîmes             |
| CA Bastia      | 1 - 2 (dts)       | Créteil-Lusitanos |
| Brest          | 1 - 1 (2 - 4 dtr) | Gazélec Ajaccio   |

### Secondo turno
| Squadra 1         | Risultato | Squadra 2       |
| ----------------- | --------- | --------------- |
| 26 agosto 2014    |           |                 |
| Auxerre           | 3 - 0     | Nancy           |
| Châteauroux       | 1 - 3     | Clermont Foot   |
| Angers            | 1 - 2     | Arles           |
| Laval             | 1 - 0     | Digione         |
| Créteil-Lusitanos | 2 - 1     | Gazélec Ajaccio |
| Troyes            | 1 - 4     | Ajaccio         |

### Terzo turno
| Squadra 1       | Risultato         | Squadra 2           |
| --------------- | ----------------- | ------------------- |
| 28 ottobre 2014 |                   |                     |
| Bastia          | 3 - 1             | Auxerre             |
| Caen            | 4 - 3 (dts)       | Clermont Foot       |
| Stade Reims     | 2 - 3 (dts)       | Arles               |
| Nantes          | 4 - 0             | Laval               |
| Montpellier     | 0 - 1             | Ajaccio             |
| Évian TG        | 1 - 2             | Lorient             |
| Lens            | 0 - 2             | Créteil-Lusitanos   |
| Tolosa          | 1 - 3             | Bordeaux            |
| 29 ottobre 2014 |                   |                     |
| Nizza           | 3 - 3 (2 - 3 dtr) | Metz                |
| Rennes          | 2 - 1             | Olympique Marsiglia |

## Fase finale

### Ottavi di finale
| Squadra 1        | Risultato         | Squadra 2           |
| ---------------- | ----------------- | ------------------- |
| 16 dicembre 2014 |                   |                     |
| Bastia           | 3 - 2 (dts)       | Caen                |
| Nantes           | 4 - 2 (dts)       | Metz                |
| 17 dicembre 2014 |                   |                     |
| Lorient          | 0 - 1             | Saint-Étienne       |
| Rennes           | 1 - 0             | Créteil-Lusitanos   |
| Ajaccio          | 1 - 3             | Paris Saint-Germain |
| Arles            | 0 - 2             | Guingamp            |
| Lilla            | 1 - 1 (6 - 5 dtr) | Bordeaux            |
| Olympique Lione  | 1 - 1 (4 - 5 dtr) | Monaco              |

### Quarti di finale
| Squadra 1       | Risultato | Squadra 2           |
| --------------- | --------- | ------------------- |
| 13 gennaio 2015 |           |                     |
| Bastia          | 3 - 1     | Rennes              |
| Saint-Étienne   | 0 - 1     | Paris Saint-Germain |
| 14 gennaio 2015 |           |                     |
| Monaco          | 2 - 0     | Guingamp            |
| Lilla           | 2 - 0     | Nantes              |

### Semifinali
| Squadra 1       | Risultato         | Squadra 2           |
| --------------- | ----------------- | ------------------- |
| 3 febbraio 2015 |                   |                     |
| Lilla           | 0 - 1             | Paris Saint-Germain |
| 4 febbraio 2015 |                   |                     |
| Monaco          | 0 - 0 (6 - 7 dtr) | Bastia              |

### Finale
| Arbitro: | Bastien |

|  |           |                                               |
|  | Marcatori | 21’ (rig.), 41’ Ibrahimović 80’, 90+2’ Cavani |

| Bastia | Paris SG |

#### Formazioni
| Bastia (4-4-2)    |    |                     |     |     |
|                   |    |                     |     |     |
| P                 | 1  | Alphonse Areola     |     |     |
| D                 | 4  | Florian Marange     |     |     |
| D                 | 5  | Sébastien Squillaci | 19’ |     |
| D                 | 20 | François Modesto    |     |     |
| D                 | 29 | Gilles Cioni        | 88’ |     |
| C                 | 10 | Ryad Boudebouz      |     |     |
| C                 | 15 | Julian Palmieri     |     | 68’ |
| C                 | 18 | Yannick Cahuzac (c) | 24’ |     |
| C                 | 27 | Guillaume Gillet    |     |     |
| A                 | 19 | Giovanni Sio        |     | 81’ |
| A                 | 28 | Gaël Danic          |     | 22’ |
| A disposizione:   |    |                     |     |     |
| P                 | 16 | Jean-Louis Leca     |     |     |
| D                 | 17 | Mathieu Peybernes   | 86’ | 22’ |
| D                 | 23 | Drissa Diakité      |     |     |
| C                 | 6  | Koffi Ndri Romaric  |     |     |
| C                 | 7  | Floyd Ayité         |     | 68’ |
| A                 | 25 | François Kamano     |     |     |
| A                 | 26 | Brandão             |     | 81’ |
| Allenatore:       |    |                     |     |     |
| Ghislain Printant |    |                     |     |     |

| Paris Saint-Germain (4-4-2) |    |                      |     |     |
|                             |    |                      |     |     |
| P                           | 1  | Nicolas Douchez      |     |     |
| D                           | 2  | Thiago Silva (c)     |     |     |
| D                           | 5  | Marquinhos           |     |     |
| D                           | 17 | Maxwell              |     |     |
| D                           | 19 | Serge Aurier         |     |     |
| C                           | 14 | Blaise Matuidi       |     |     |
| C                           | 24 | Marco Verratti       |     |     |
| C                           | 25 | Adrien Rabiot        |     | 77’ |
| C                           | 27 | Javier Pastore       |     | 72’ |
| A                           | 10 | Zlatan Ibrahimović   |     |     |
| A                           | 22 | Ezequiel Lavezzi     | 43’ | 63’ |
| A disposizione:             |    |                      |     |     |
| P                           | 30 | Salvatore Sirigu     |     |     |
| D                           | 6  | Zoumana Camara       |     |     |
| D                           | 21 | Lucas Digne          |     |     |
| D                           | 23 | Gregory van der Wiel |     |     |
| C                           | 4  | Yohan Cabaye         |     | 77’ |
| C                           | 7  | Lucas                |     | 72’ |
| A                           | 9  | Edinson Cavani       |     | 63’ |
| Allenatore:                 |    |                      |     |     |
| Laurent Blanc               |    |                      |     |     |

## Statistiche

### Classifica marcatori
| Gol |  |  | Giocatore          | Squadra             |
| --- |  |  | ------------------ | ------------------- |
| 3   |  |  | Edinson Cavani     | Paris Saint-Germain |
| 3   |  |  | Djibril Cissé      | Bastia              |
| 3   |  |  | Zlatan Ibrahimović | Paris Saint-Germain |
| 3   |  |  | Quentin Ngakoutou  | Arles               |
| 3   |  |  | Julien Viale       | Auxerre             |
| 2   |  |  | Sylvain Armand     | Rennes              |
| 2   |  |  | Ismaël Bangoura    | Nantes              |
| 2   |  |  | Mathieu Duhamel    | Caen                |
| 2   |  |  | Ziri Hammar        | Arles               |
| 2   |  |  | Seydou Koné        | Niort               |
| 2   |  |  | Mouaad Madri       | Ajaccio             |
| 2   |  |  | Harry Novillo      | Clermont Foot       |
| 2   |  |  | Dennis Oliech      | Ajaccio             |
| 2   |  |  | Itay Shechter      | Nantes              |